# Islah Jad
Hosnia (Islah) Jad (el Caire, 4 de desembre del 1951) és una investigadora i professora palestina especialitzada en estudis sobre gènere i política. Fa classes a la Universitat de Birzeit i a la de Qatar. Del 2008 al 2013 dirigí l'Institut d'Estudis de les Dones. Com a activista feminista, ha cofundat diversos centres a Palestina en defensa dels drets de les dones.

## Biografia
Islah Jad nasqué al Caire el 4 de desembre del 1951. Viu a Ramal·lah i és professora d'estudis de gènere en la Universitat de Bir Zeit. És investigadora i conferenciant sobre gènere i política en l'Institut d'Estudis de les Dones i en el Departament d'Estudis Culturals de la Universitat de Ramal·lah.
El 1982, hagué de donar a llum a la seua filla menor prematurament perquè el govern israelià es negà a renovar-li el visat a Cisjordània. Ensenya en la Universitat de Bir Zeit tancada en moltes ocasions i clausurada per complet del 1988 al 1992 pel govern israelià. Des del 1998 no pot investigar en la franja de Gaza, la universitat ha perdut tots els estudiants de la franja. Des del 1992 no pot accedir a la part àrab de Jerusalem: experiències quotidianes -explica- que marquen la seua vida i la de totes les dones palestines.

### Formació
Es llicencià en Ciències polítiques en la Universitat del Caire el 1974; té un màster en Ciències polítiques i relacions internacionals del 1979 en la Universitat de París-Nanterre i un doctorat en estudis de desenvolupament i ciència política de l'Escola d'Estudis Orientals i Africans de la Universitat de Londres del 2004.

### Trajectòria
El 1978-1979 treballà com a traductora en la secció àrab de la UNESCO.
Des del 1985 forma part del Departament d'Estudis Culturals i l'Institut de les dones de la Universitat de Bir Zeit.
El 1993 cofundà l'Institut d'Estudis de les Dones a Bir Zeit, i el dirigí fins al 2013.
Com a activista a favor dels drets de les dones cofundà algunes organitzacions, entre aquestes el 1988 el Women's Affair Center a Nablus i Gaza. El 1990 va ser fundadora dels Amies du Francis a El-Bireh; el 1992 fundà el Comité d'Afers de les Dones; el 1994 fou una de les principals fundadores de l'Institut d'Estudis de les Dones de la Universitat Bir Zeit, el projecte Child Corner en el-Bireh, i el WATC (Comité Tècnic d'Afers de les Dones). També creà una consultoria de gènere per al Programa de les Nacions Unides per al Desenvolupament i fou coautora de l'Informe àrab sobre desenvolupament humà del 2005 de Nacions Unides.
El 2010 es presentà al Consell Municipal d'Al-Bireh en les eleccions de juliol del 2011.
El 2012 cofundà i formà part del comité administratiu per al primer programa de doctorat en una universitat palestina en ciències socials.

## Premis i reconeixements
Al juliol del 2009, Jad rep el premi a l'excel·lència en l'ensenyament de AMIDEAST.

## Drets de les dones i estudis de gènere
Islah Jad és autora de moltes publicacions d'anàlisis sobre el paper de les dones a Palestina. El 1990 en el text From salons to the popular committees: Palestinian women, 1919-1989 va parlar de les qüestions de classe i gènere en les anàlisis sobre la participació de les dones palestines en la Intifada i els comités populars, els problemes de les dones generats per l'ocupació agressiva israeliana i per la pròpia societat, pel pes de la tradició i la pressió dels moviments islamistes.
- From salons to the popular committees: Palestinian women, 1919-1989 / Islah Jad (1990)

## Publicacions
- Jad, Islah. “From Salons to the Popular Committees: Palestinian Women, 1919-1989.” In Intifada: Palestine at the Crossroads, edited by Jamal R. Nassar and Roger Heacock. Nova York: Praeger Publishers, 1990.